# Augustinerkloster Quedlinburg
Das Augustinerkloster war eine Niederlassung der Augustiner-Eremiten in Quedlinburg vom 13. bis zum 16. Jahrhundert.

## Lage
Das Kloster befand sich in der Neustadt an der Stadtmauer. Heute führt dort die Straße (Hinter den) Augustinern  entlang. Der Klosterkomplex erstreckte sich unter anderem über die späteren Grundstücke Augustinern 87 a, 88 und Weberstraße 43. Bisher sind keine baulichen Überreste bekannt, möglicherweise gibt es noch kleine Mauerfragmente oder Kellergewölbe in den Grundstücken.

## Geschichte
Das genaue Gründungsdatum ist nicht bekannt, vermutet wird etwa das Jahr 1295. Die ersten Mönche kamen aus dem Kloster Himmelpforten im Harz. Von 1300 ist eine Urkunde des Papstes erhalten, in der er die Beschwerde des Franziskanerklosters gegen den Bau des neuen Klosters wegen angeblich zu geringem räumlichen Abstand abweist.
Aus der folgenden Zeit sind nur wenige Urkunden und Nachrichten erhalten. 1317 wurde ein angrenzendes Grundstück an der Steinstraße erworben. 1371 wurde ein neues größeres Gebäude eingeweiht. 1499 lieh das Augustinerkloster mit dem Wipertikloster und dem St.-Johannis-Spital der Stadt Quedlinburg Geld, 1505 mit dem Franziskanerkloster der Altstadt Magdeburg. Dieses lässt auf einen gewissen wirtschaftlichen Wohlstand schließen. Das Kloster hatte eine größere Bibliothek im Laufe der Zeit aufgebaut.
Während der Unruhen in Quedlinburg 1523 wurden die letzten verbliebenen Mönche vertrieben, kehrten aber anscheinend danach wieder zurück und wurden 1525 während des Bauernkrieges erneut vertrieben.
Danach gibt es keine Nachrichten mehr über ein mögliches Weiterbestehen, 1542 wurden deren Kleinodien verkauft.
1615 richtete die Äbtissin Dorothea dort eine Münze ein. Spätestens im 18. Jahrhundert wurde das Gelände mit Wohnhäusern bebaut, die zum großen Teil erhalten sind.

## Augustinermönche in Quedlinburg
- Jordanus von Quedlinburg (um 1300–1378/80), trat hier in den Augustiner-Eremiten-Orden ein, wurde dann ein bekannter Autor
- Thomas Müntzer (1489/90–1525), trat hier in den Augustiner-Eremiten-Orden ein, wurde dann Führer des Bauernaufstandes